# Олена Боднаренко
Олена Боднаренко (5 березня 1965, Сороки — 4 липня 2022, Кишинів) — молдовська політикиня, російськомовна українка, депутатка Парламенту Республіки Молдова. Потрапила до Законодавчого органу в 2014—2019 і раніше у парламенті 2005—2010 за партійними списками комуністів. З 2011 по січень 2015 року Олена Боднаренко була мером Сорок.
У січні 2016 року Олена Боднаренко заявила, що з нею зв'язався депутат Європейської соціал-демократичної партії, який запропонував їй гроші або посади, щоб вийти з партії, яку вона представляє (ПКРМ). Вона також заявила, що майже всі народні депутати парламенту 2014—2018 років, які вийшли зі своїх фракцій і врешті-решт об'єдналися з ДПМ, зазнали корупції або тиску, щоб зробити ці кроки.